# Stuttgart Netze
Die Stuttgart Netze GmbH ist als Kooperationsunternehmen der Stadtwerke Stuttgart und der Netze BW GmbH Eigentümer und Betreiber der Elektrizitätsverteilnetze in Stuttgart. Bis 26. September 2019 waren die beiden Geschäftsbereiche in zwei Unternehmen aufgeteilt:
- Das Eigentum der Stromnetze war in der Stuttgart Netze GmbH (bis 10. August 2015 SWS Netzinfrastruktur GmbH) gebündelt.
- Für den Betrieb des Stromnetzes war seit dem 1. Januar 2016[3] der Verteilnetzbetreiber Stuttgart Netze Betrieb GmbH (bis 5. August SWS Netzbetreiber GmbH) zuständig. Perspektivisch[4] betreibt dieser auch das Gasversorgungsnetz in Stuttgart.

Beide Unternehmen wurden am 26. September 2019 zum integrierten Unternehmen "Stuttgart Netze GmbH" zusammengeführt.

## Aufgaben der Stuttgart Netze GmbH
Die Stuttgart Netze GmbH versorgt über 24 Umspannwerke, rund 1.000 Umspannstationen und 7.500 Kabelverteilerschränke etwa 390.000 Haushalte, Gewerbe- und Industriebetriebe in Stuttgart mit Elektrizität. Das Stromverteilnetz des Unternehmens (Hoch-, Mittel- und Niederspannung) hat eine Länge von etwa 5.600 Kilometern.
Zu den Aufgaben der Stuttgart Netze GmbH gehört unter anderem:
- Privathaushalte, Gewerbe und Industrie oder z. B. Ladevorrichtungen für Elektrofahrzeuge an das Stromnetz anschließen.
- Strominfrastruktur für Veranstaltungen wie z. B. das Cannstatter Volksfest schaffen.
- Zählerstände aller Stuttgarter an ihren Stromlieferanten übermitteln.
- Stromzähler montieren und regelmäßig austauschen.
- Das Stromnetz instand halten und modernisieren.
- Störungen im Stromnetz beheben.
- Erzeugungsanlagen aus erneuerbaren Energien ans Stromnetz anschließen.

## Ausbildungsstätte
Stuttgart Netze bietet jährlich Ausbildungsplätze zum Elektroniker für Betriebstechnik an. Seit September 2019 bietet die Stuttgart Netze in Kooperation mit der Dualen Hochschule Baden-Württemberg in Stuttgart außerdem ein Duales Studium zum B. Sc. Wirtschaftsingenieurwesen/Elektrotechnik an.

## Gesellschaftseigentümer
Seit 1. Januar 2019 halten die Stadtwerke Stuttgart an der Stuttgart Netze 74,9 Prozent der Anteile. Die übrigen 25,1 Prozent der Anteile liegen bei der Netze BW.

## Firmengeschichte
Im Jahr 2014 schrieb die Stadt Stuttgart die Ende 2013 ausgelaufene Konzession der Strom- und Gasnetze, deren damaliger Betreiber die Netze BW war, bis zum 31. Dezember 2033 aus. Dies dient der Trennung von Be- und Vertrieb. Die Stuttgart Netze konnte sich gegen ihre beiden Mitbewerber, die Energieversorgung Schönau-Schwäbisch Hall GmbH, und eine Bietergemeinschaft aus Veolia Wasser, BS Energy und LHI Leasing durchsetzen. Seit 1. Januar 2016 ist das Unternehmen Eigentümer und Betreiber der Mittel- und Niederspannungsnetze. Nach einem längeren Rechtsstreit mit dem Altkonzessionär Netze BW urteilte der Bundesgerichtshof am 7. April 2020, dass auch das Hochspannungs- und Gashochdruck-Netz in der Landeshauptstadt an die Stuttgart Netze GmbH geht. In erster und zweiter Instanz waren der Stuttgart Netze das Leitungsnetz sowie die Mehrzahl der zugehörigen netztechnischen Anlagen auf der Gemarkung Stuttgart zugesprochen worden.